# Sven Loll
Sven Loll est un judoka allemand ayant représenté l'Allemagne de l'Est né le 4 avril 1964 à Berlin.

## Biographie
Il dispute les Jeux olympiques d'été de 1988 à Séoul où il remporte une médaille d'argent.

## Palmarès

### Jeux olympiques
- Jeux olympiques d'été de 1988 à Séoul
  -  Médaille d'argent en -71 kg[1]

### Championnats d'Europe
- Championnats d'Europe de judo 1987
  -  Médaille de bronze